# Mark Nichols
Mark Nichols (Labrador City, 1 de enero de 1980) es un deportista canadiense que compite en curling.
Participó en dos Juegos Olímpicos de Invierno, obteniendo dos medallas, oro en Turín 2006 y bronce en Pekín 2022, ambas en la prueba masculina.
Ganó cinco medallas en el Campeonato Mundial de Curling entre los años 2017 y 2024, y dos medallas de oro en el Campeonato Pan Continental de Curling Masculino, en los años 2022 y 2023.

## Palmarés internacional
| Juegos Olímpicos           | Juegos Olímpicos           | Juegos Olímpicos  | Juegos Olímpicos |
| Año                        | Lugar                      | Medalla           | Prueba           |
| -------------------------- | -------------------------- | ----------------- | ---------------- |
| 2006                       | Turín (Italia)             | Medalla de oro    | Equipo           |
| 2022                       | Pekín (China)              | Medalla de bronce | Equipo           |
| Campeonato Mundial         |                            |                   |                  |
| Año                        | Lugar                      | Medalla           | Prueba           |
| 2017                       | Edmonton (Canadá)          | Medalla de oro    | Equipo           |
| 2018                       | Las Vegas (Estados Unidos) | Medalla de plata  | Equipo           |
| 2022                       | Las Vegas (Canadá)         | Medalla de plata  | Equipo           |
| 2023                       | Ottawa (Canadá)            | Medalla de plata  | Equipo           |
| 2024                       | Schaffhausen (Suiza)       | Medalla de plata  | Equipo           |
| Campeonato Pan Continental |                            |                   |                  |
| Año                        | Lugar                      | Medalla           | Prueba           |
| 2022                       | Calgary (Canadá)           | Medalla de oro    | Equipo           |
| 2023                       | Kelowna (Canadá)           | Medalla de oro    | Equipo           |